# Bond Street
Bond Street er en af de mere kendte shoppinggader i Londons West End i Storbritannien, som løber i en nordlig-sydlig retning gennem Mayfair, mellem Oxford Street og Piccadilly. Det har været en moderigtig shoppinggade siden det 18. århundrede, og er for tiden hjemsted for mange dyre og moderigtige butikker.
Den sydlige del af gaden kendes som Old Bond Street, og den nordlige del, der er lidt længere end halvdelen af gadens længde, kendes som New Bond Street. Denne forskel benyttes dog ikke i daglig omtale. Gaden hører til en af de dyreste områder for ejendomme i verden.